# OAI-PMH
OAI-PMH (Open Archives Initiative Protocol for Metadata Harvesting) – protokół opracowany przez międzynarodową społeczność znaną pod nazwą Open Archive Initative. Jest on używany do pobierania i gromadzenia (eksportu, importu) opisów bibliograficznych rekordów (metadane) z wielu archiwów w agregatorze, dzięki czemu mogą powstać nowe usługi. Implementacja OAI-PMH musi być sprzęgnięta z metadanymi zapisywanymi w standardzie Dublin Core Metadata, ale może również obsługiwać dodatkowe reprezentacje metadanych.
Skrócona wersja nazwy brzmi: Protokół OAI.